# Turisme residencial
Turisme residencial és un terme inventat a la darreria del segle xx per descriure la compra de cases o apartaments a un país per gent d'un altre. És una pràctica molt estesa, sobretot entre la classe mitjana d'Europa i en especial, del nord d'aquest continent.

## Modalitats
Hi ha almenys dues maneres de fer aquest turisme. Una és la migració parcial, és a dir, viure uns mesos a un lloc i treballar a un altre (típicament un altre estat). En aquest cas l'habitatge comprat és una segona residència. Per diferenciar açò de l'arrelat costum al mediterrani d'anar a la caseta de la platja, es pot destacar que es tracta d'un desplaçament més accentuat, típicament en avió; i que l'estada sol ser superior a la setmana però inferior a l'any.
Una altra manera de practicar aquest turisme és l'emigració, és a dir, instal·lar-se a un nou país durant més d'un any. Aquesta mena de "turisme", que filant prim no és turisme, és sobretot cosa dels jubilats, qui disposen de diners i no se senten lligats a una feina i no tenen fills joves. Es justifica l'etiqueta de turisme perquè la migració i compra de la casa corresponen a objectius de lleure, esbarjo i relax, i no al treball o d'altres consideracions més típiques de la migració.

## On es fa el turisme residencial?
Un lloc idòni pel turisme residencial ha de reunir certes qualitats. Cal una alta qualitat de vida, especialment en allò que concerneix la sanitat i comerç; s'ha d'haver-hi estabilitat política i seguretat de la propietat privada; i com no, és imprescindible el bon clima. També s'aprecien atractius turístics més típics, com les platges o d'altres béns naturals; l'existència d'estacions d'esquí o marines; i la possibilitat de practicar esports, acudir a esdeveniments culturals.

## Els efectes del turisme residencial
Encara que de certa manera cada zona ha aconseguit captar una part d'aquest mercat, la immensa majoria trien restar a Europa, i generalment al Mediterrani. Costes com la Blava, la Vermella, la Brava, la Daurada, dels Tarongers, la Blanca, la Càlida i del Sol s'han vist les seues economies capgirades per l'emergència d'aquest fenomen. Tant és així que arriben a igualar o superar la població autòctona a alguns municipis. Pobles com Sant Fulgenci, a la Costa Blanca, tenen un 73,9% de la població nascuda a fora de l'estat. Com tots els moviments migratoris, de vegades incita un cert rebuig per part dels oriünds. Caldria parlar també de l'engany que pot dur aquest turisme, quan uns turistes han comprat cases construïdes il·legalment i després n'han rebut ordres d'enderroc (com és el cas a Catral).